# Peliococcopsis priesneri
Peliococcopsis priesneri är en insektsart som först beskrevs av Robert Malcolm Laing 1936.  Peliococcopsis priesneri ingår i släktet Peliococcopsis och familjen ullsköldlöss. Inga underarter finns listade i Catalogue of Life.